# Friedrich Wilhelm Bösenberg
Friedrich Wilhelm Bösenberg (1841 – Stoccarda, 2 febbraio 1903) è stato un mercante e aracnologo tedesco, collezionista dei ragni del Baden-Württemberg.
Di professione era un mercante all'ingrosso di gioielli in oro e argento a Pforzheim. Nel tempo libero si dedicava alla raccolta e allo studio dei ragni, acquisendo nel campo una tale professionalità da poter pubblicare numerosi studi e ricerche di buon livello su riviste del settore.
Soprattutto la sua collaborazione con l'aracnologo norvegese Embrik Strand ha portato alla descrizione di un centinaio di nuovi taxa, quasi tutte specie, sia in Germania che in Giappone.

## Alcuni taxa descritti
- Alenatea fuscocolorata (Bösenberg & Strand, 1906), specie di ragni della famiglia Araneidae
- Allocosa hirsuta (Bösenberg & Lenz, 1895), specie di ragni della famiglia Lycosidae
- Cyclosa argenteoalba Bösenberg & Strand, 1906, specie di ragni della famiglia Araneidae
- Euophrys valens Bösenberg & Lenz, 1895, specie di ragni della famiglia Salticidae
- Gnaphosa kompirensis Bösenberg & Strand, 1906, specie di ragni della famiglia Gnaphosidae
- Hyptiotes affinis Bösenberg & Strand, 1906, specie di ragni della famiglia Uloboridae
- Tmeticus bipunctis (Bösenberg & Strand, 1906), specie di ragni della famiglia Linyphiidae
- Yaginumena castrata (Bösenberg & Strand, 1906), specie di ragni della famiglia Theridiidae

## Taxa denominati in suo onore
- Araneus boesenbergi (Fox, 1938), specie di ragni della famiglia Araneidae
- Argiope boesenbergi (Levi, 1983), specie di ragni della famiglia Araneidae
- Ariadna boesenbergi Keyserling, 1877, specie di ragni della famiglia Segestriidae
- Theridion boesenbergi Strand, 1904, specie di ragni della famiglia Theridiidae
- Thomisus boesenbergi Lenz, 1891, specie di ragni della famiglia Thomisidae
- Xysticus boesenbergi Charitonov, 1928, specie di ragni della famiglia Thomisidae

## Studi e ricerche rilevanti
- Bösenberg, F.W. & Lenz, H., 1894 - Ostafrikanische Spinnen gesammelt von Herrn Dr. F. Stuhlmann in den Jahren 1888 und 1889, "Jahrbuch der Hamburgischen Wissenschaftlichen Anstalte", XII. Jahrgang 1894, Gräfe & Sillem, Hamburg.
- Bösenberg, F.W, 1895 - Beitrag zur Kenntnis der Arachniden-Fauna von Madeira und den Canarischen Inseln, "Abhandlungen aus dem Gebiete der Naturwissenschaft", Naturwissenschaftlicher Verein in Hamburg, Friederichsen & Co., Hamburg.
- Bösenberg, W., 1899 - Die Spinnen der Rheinprovinz. Verh. naturh. Ver. preuss. Rheinl. Westfal. vol.56, pp. 69–131.
- Bösenberg, F.W, 1901-1903 Die Spinnen Deutschlands, Zoologica, Stuttgart, il suo più importante lavoro, in 6 volumi.
- Bösenberg, F.W. & Strand, E., 1906 - Japanische Spinnen, Abhandlungen der Senckenbergischen Naturforschenden Gesellschaft, Band 256.